# Aksjonova (insjö)
Aksjonova (belarusiska: Аксёнава ) är en sjö i Belarus.   Den ligger i voblasten Vitsebsks voblast, i den norra delen av landet, 240 km norr om huvudstaden Minsk. Sjön Aksjonova ligger 141 meter över havet.
I omgivningarna runt Aksjonova växer i huvudsak blandskog. Runt Aksjonova är det mycket glesbefolkat, med 7 invånare per kvadratkilometer.